# Anthracite Fields

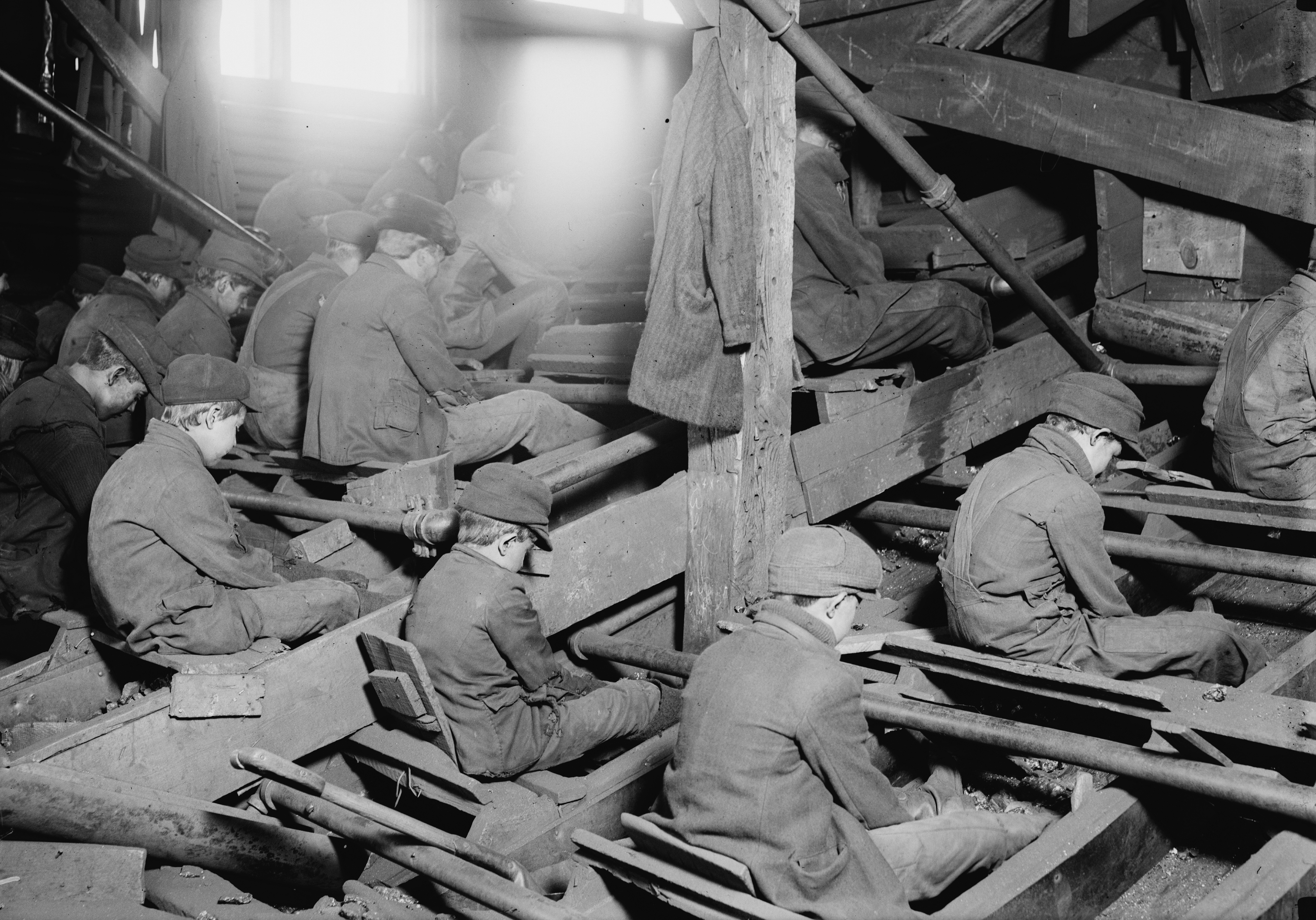
Несовершеннолетние на сортировке угля в одной из шахт Пенсильвании

Anthracite Fields (Антрацитовые поля) — оратория Джулии Вольф, за которую композитора в 2015 году наградили Пулитцеровской премией за выдающееся музыкальное произведение с формулировкой «Мощная оратория для хора и секстета, которая возвращает к жизни угледобывающую Пенсильванию XX века». Сочинение посвящено шахтёрам, разрабатывавшим угольные месторождения на северо-востоке Пенсильвании, и их семьям. Премьера оратории состоялась 26 апреля 2014 года в Филадельфии.

## Структура
Оратория длится около часа и содержит отрывки из интервью, политических речей, рекламных кампаний, городских легенд и других исторических текстов угольного региона Америки. Сочинение состоит из 5 частей:
- Foundation (посвящена шахтёрам, погибшим в результате несчастных случаев в Пенсильвании в период с 1869 по 1916 гг. Хор произносит фамилии трагически погибших шахтеров, список этот длинный, поэтому Джулия Вольф выбрала только часть фамилий, состоящих из одного слога, а также принадлежали рабочим, которых звали Джонами).
- Breaker boys (посвящена выборщикам породы, детям, которые занимались сортировкой угля на пенсильванских шахтах. Для записи этой части оратории Вольф использовала необычный музыкальный инструмент, представлявший собой велосипедное колесо, крутящееся на площадке из кимвалов[3], звучание которого напоминает ссыпающийся в шахтах уголь).
- Speech (в третьей части использованы слова Джона Л. Льюиса, американского борца за трудовые права шахтёров).
- Flowers (самая лиричная часть оратории с элементами постминимализма и репетитивной техники, написанная после интервью с дочерью и внучкой шахтёров Барбарой Пауэлл, рассказавшей, что в их небольшом шахтёрском городке все женщины занимаются садом или огородом. В произведении перечисляются названия цветов).
- Appliances (В пятой части оратории рассказывается о благах цивилизации, которые появились благодаря электричеству и углю. Кроме того, упоминается вымышленный персонаж Фиби Сноу из рекламной кампании, вербовавшей в США начала XX века людей для работы на железной дороге. По пути в Баффало она поёт: «Моё платье остаётся белым с утра до вечера, моё платье остаётся белым по пути в Антрацит»).

## Критика
В Los Angeles Times назвали ораторию работой «врезающейся в память, воскрешающей в памяти горестные события, связанные с шахтёрами Пенсильвании, соединяющей всевозможные музыкальные стили и открывающей слушателям доселе неясную картину».
Сама Джулия Вольф так говорит об «Антрацитовых полях»:

«Я родилась в Филадельфии и жила в часе езды в маленьком городе на севере. Когда Алан Харлер (художественный руководитель Mendelssohn Club) позвонил и предложил написать пьесу об угольном регионе, я решила больше узнать об этой земле. Если ехать из города, где я жила, по дороге 309, а затем свернуть направо, то попадешь в Филадельфию, а если налево, то в Уилкс-Барре или Скрантон, мы едва ли когда-нибудь сворачивали налево, разве что однажды, чтобы чего-то перекусить. Mendelssohn Club предложил мне помощь в знакомстве с регионом, художник театра Лори Маккентс стала моим гидом. У неё много краеведческих книг, она водила меня в удивительные небольшие местные музеи истории, которые детально изображают шахтёрскую жизнь, у них есть всё, от инструментов, которые они использовали, до медицинского оборудования, их бедственное положение. Где-то в течение года я много читала, общалась с шахтёрами, детьми шахтёров, систематизировала информацию и спускалась в шахты. Это громадная тема для изучения, но мне нужно было выбрать наиболее сильные темы и объединить их. „Антрацитовые поля“ — сочинение, посвящённое угольной индустрии, жизни, которая вокруг неё вертится. Это не только повествовательное сочинение, я пыталась взглянуть на объект с разных углов, намеревалась почтить память людей, живших тогда и трудившихся, чтобы снабдить горючим весь американский народ».
— Джулия Вольф. JULIA WOLFE WINS 2015 PULITZER PRIZE IN MUSIC. — 2015.